# Eugenia cordillerana
Eugenia cordillerana är en myrtenväxtart som beskrevs av Joáo Rodrigues de Mattos. Eugenia cordillerana ingår i släktet Eugenia och familjen myrtenväxter.
Artens utbredningsområde är Bolivia. Inga underarter finns listade i Catalogue of Life.